# Кравков, Ксенофонт Алексеевич

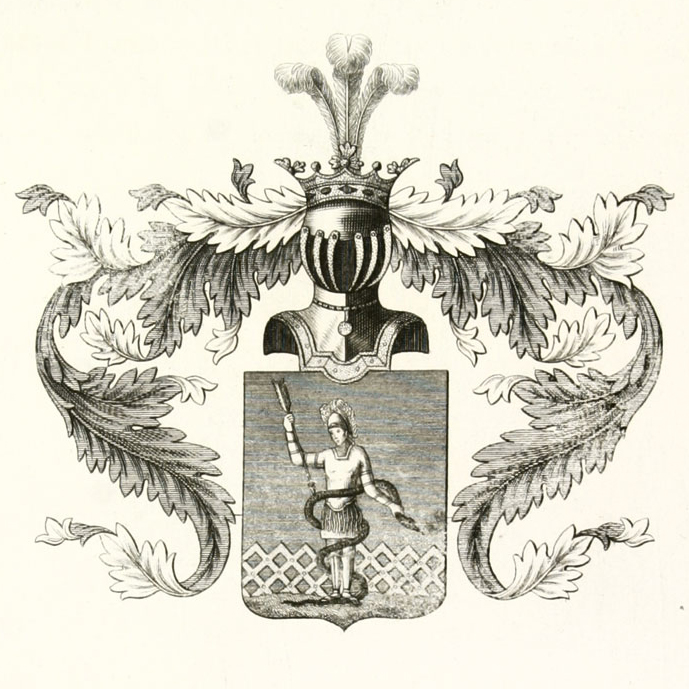
Герб рода Кравковых

Ксенофонт Алексеевич Кравков (1791 — ок. 1850) — конный артиллерист и участник Бородинского сражения. Член древнего дворянского рода Кравковых.

## Биография
Из дворян, отставного поручика сын.
Окончил 2-й кадетский корпус а 1806 г., выпущен подпоручиком.

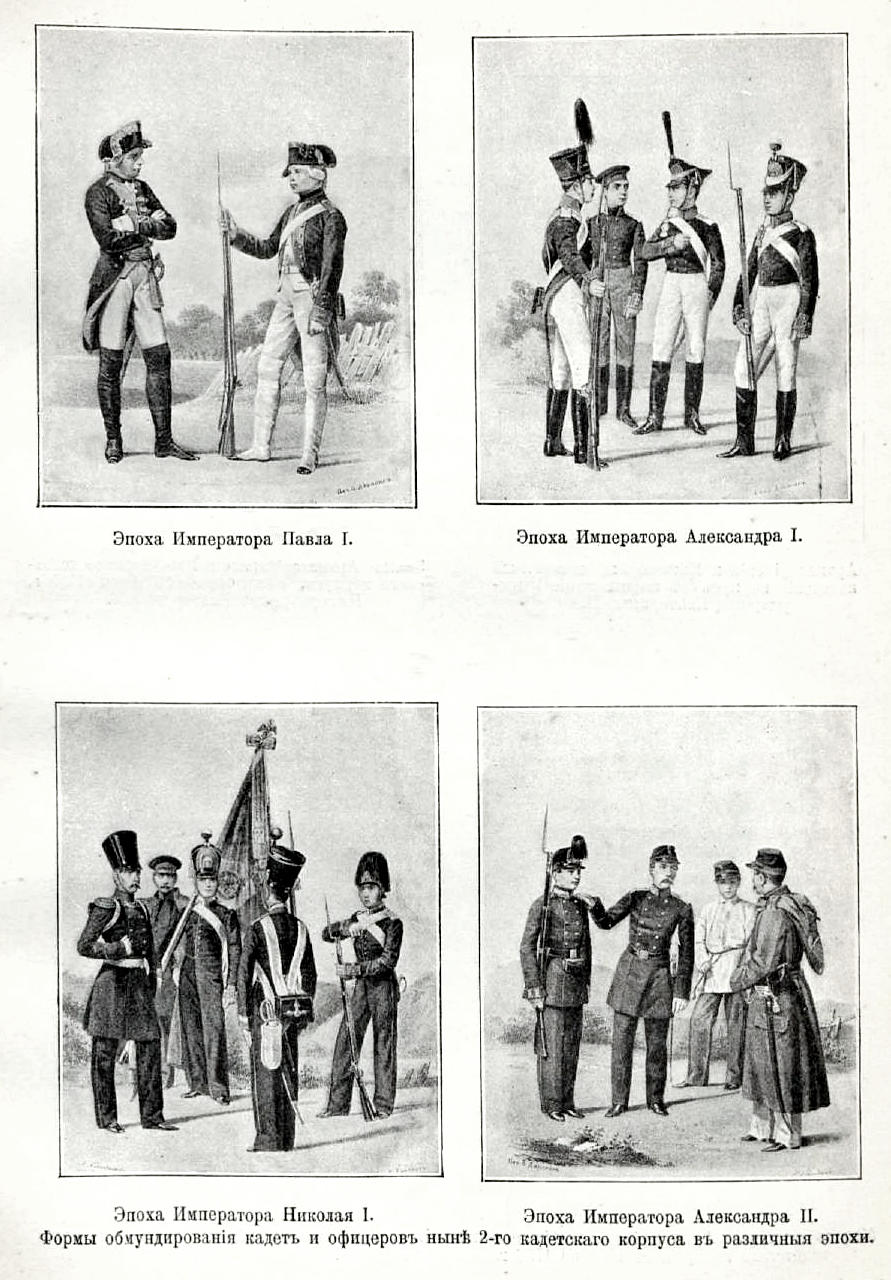
Второй кадетский императора Петра Великого корпус, одним из выпускников которого был Кравков

13.10.1806 произведен в подпоручики с назначением в 14-ю артиллерийскую бригаду.
15.10.1809 переведен в 21-ю артиллерийскую бригаду.
7.1.1810 произведен в поручики.
23.2.1811 переведен во 2-ю конную роту 1-й резервной артиллерийской бригады.
5.1.1816 произведен в штабс-капитаны.
20.3.1816 уволен со службы капитаном.
Ранений, контузий не имел. В плену не был. Женат.

## Военная служба
Участник войны со Швецией в 1808—1809 годах, включая осаду Свеаборга (крепость, защищающая Хельсинки с моря) и защиту побережья Балтийского моря.
В Отечественной войне 1812 г. участвовал в боях и сражениях при Вильно (16.6.1812), Довгелишках (23.6.1812), Бородино (награжден орденом Св. Анны 3 кл.), и Красном (3-5.11.1812). Также награжден Золотой саблей «за храбрость».
В 1813 г. участник кампаний в Германии, и во Франции в 1814 г., в том числе и взятии Парижа 18 марта — завершающем сражением Наполеоновской кампании 1814 года, после чего император Франции Наполеон Бонапарт отрёкся от престола. 19 марта 1814 г. Поручик К. А. Кравков вошёл в Париж с победоносными русскими и союзными армиями.
Осада Свеаборга, 1808 г.

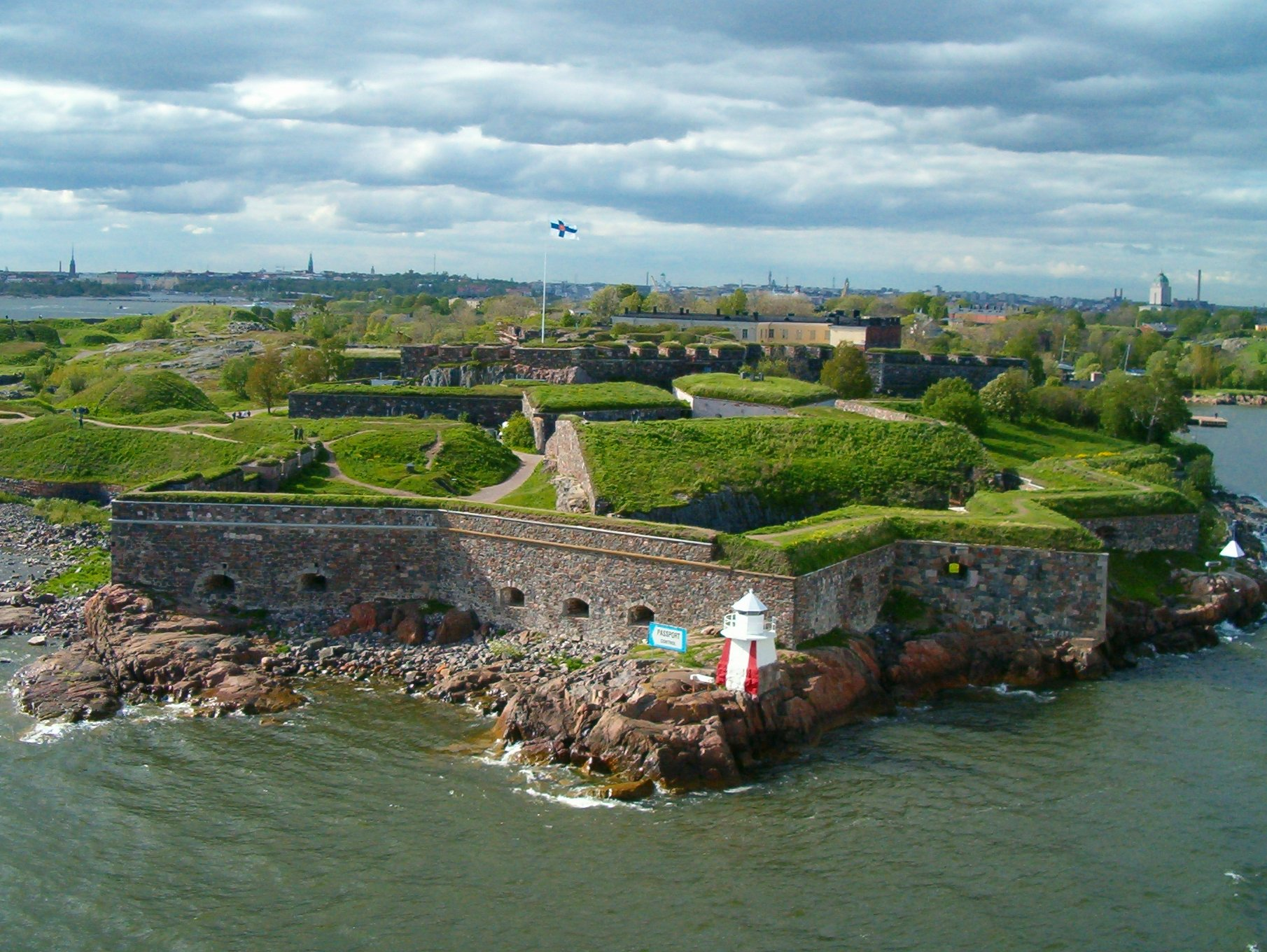
Све́або́рг (Sveaborg — «Шведская крепость»), или Су́оменли́нна (Suomenlinna — «Финская крепость») — бастионная система укреплений на островах близ Хельсинки.
Здесь служил К. А. Кравков в 1808 г.

Подпоручик Ксенофонт Алексеевич Кравков принимал участие в осаде шведской крепости Свеаборг (современная Суоменлинна) с 2 (14) марта по 8 (20) мая 1808 года, во время войны России со Швецией 1808—1809 гг.
Русская армия довольно быстро дошла до Хельсинки и осадила Свеаборг 2 марта. Лёд, сковавший Балтику, отрезал Финляндию от Швеции, лишив возможности отправить подкрепление. Численность гарнизона составляла 7500 человек. В ходе осады стороны обменивались пушечным огнем, не приносившего существенного урона. Русские снаряды несколько раз вызывали пожары в крепости, однако возгорания были незначительны и их быстро гасили. В шведском гарнизоне было только 6 убитых и 32 раненых за всё время осады. 8 мая, после продолжительных переговоров, комендант крепости Карл Олаф Кронстедт сдал считавшуюся неприступной крепость русским.
Арьергардный бой при Довгелишках

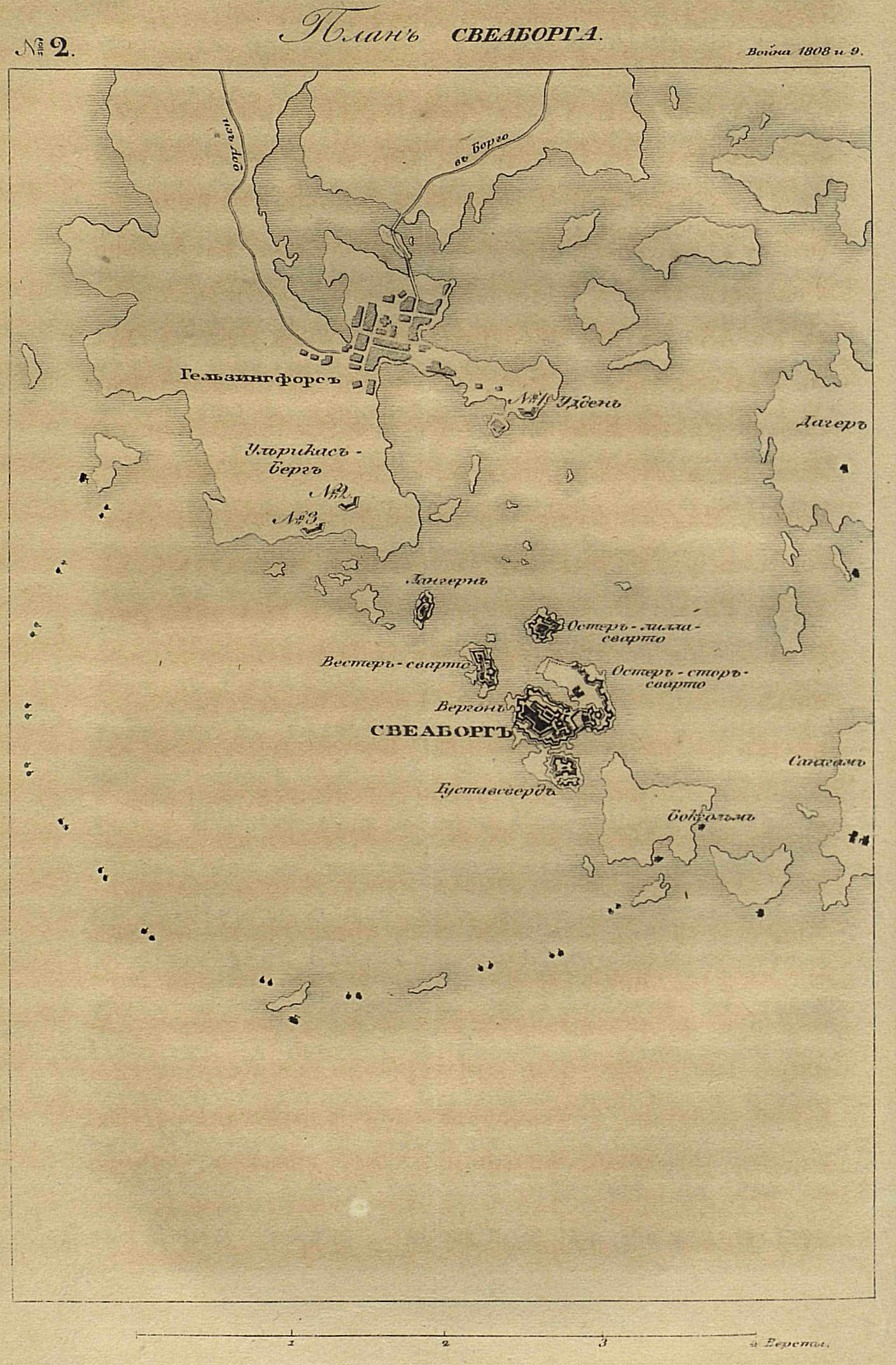
План Гельсингфорса и Свеаборгских укреплений в 1808 году

23 июня (6 июля), при деревнях Довгелишки и Кочергишки (современная Литва), Поручик К. А. Кравков командовал полуротой (6 орудий) конной № 2 роты (подполковника Геринга) 1-й резервной артиллерийской бригады, которая была в составе арьергарда главной колонны 1-й Западной армии ген. Барклая-де-Толли (арьергард был под начальством ген.-майора барона Корфа).
«Это была первая серьезная встреча нашей регулярной кавалерии с неприятелем» — старший адъютант командующего 1-й Западной армией, майор Владимир Иванович (Вольдемар Герман) Левенштерн.
Согласно Военной Энциклопедии Сытина (1911 г.), Кочергишки — село Витебской губернии, на реке Дисне, у которого 23 июня (6 июля) 1812 г. арьергард 1-й армии, под начальством генерала Корфа, был атакован бригадой французской легкой кавалерии ген. Сюберви, составлявшей авангард резервной кавалерии короля Неаполитанского маршала Мюрата. Корф с боем отступил за Дисну и здесь, заняв сильную позицию, удержался до ночи на 24 июня, когда получил приказание продолжать отступление, что и исполнил беспрепятственно. В этом деле русские потеряли 236 человек. Русскими же войсками был захвачен в плен полковник вюртембергских войск принц Гогенлоэ и 30 нижних чинов.
В два часа пополуночи французский авангард завязал дело с ариергардом ген.-майора барона Корфа на правом берегу р. Дисны. Русский арьергард, имея повеление не вступать в серьезный бой, отступил с незначительной потерей к р. Дисне. В полдень неприятель стал сильно теснить ариергард и сбил аванпосты, которые отступили к ариергарду. Началась артиллерийская канонада. Ген.-майор барон Корф получил приказание отступать за р. Дисну постепенно, удерживая, по возможности, натиск неприятеля, что и исполнил с желаемым успехом: в час пополудни одна только пехота ариергарда была переправлена на левый берег р. Дисны, вся же кавалерия с конной артиллерией, оставаясь по ту (правую) сторону р. Дисны, задержала стремление неприятеля в нескольких верстах от реки.
В шесть часов вечера 2-й и 3-й пехотные и 1-й резервный кавалерийские корпуса (главные силы 1-й Западной армии) выступили в местечко Опсу, и неприятель начал весьма решительно наступать на ариергард ген.-майора барона Корфа и энергично действовать своей артиллерией, но русская конная артиллерия, под общим начальством ген.-майора графа Кутайсова, не только остановила неприятеля, но и принудила его отступить. После сего русские аванпосты переправились за р. Дисну.
Ген.-майор граф Орлов-Денисов писал: «23 июня командуя полками лейб-гвардии Казачьим и Уланским, Елизаветградским гусарским, 1-м Тептярским и 1-м Бугским казачьими, Московским и Курляндским драгунскими и частью артиллерии при дер. Кочергишках, выдержал нападения превосходной пред нашею в силах неприятельской кавалерии, подкрепляемой значительным числом пехоты и артиллерии, с которой упорное сражение продолжалось более трех часов, а потом искусным распоряжением храброй кавалерии нашей и с помощью действия артиллерии заставил оного неприятеля в беспорядке отступать, а сам с отрядом своим в совершенном порядке переправился через реку Дисну».
Бородино
Ксенофонт Алексеевич Кравков был поручиком (третьим по старшинству офицером) во 2-й конной роте (12 орудий, подполковник П. Х. Геринг), 1-й резервной артиллерийской бригады. Он участвовал в рейде казаков Платова и первого резервного корпуса кавалерии Генерала Уварова против левого фланга и в тыл Великой армии в ходе Бородинского сражения 26 августа (7 сентября) 1812 года.

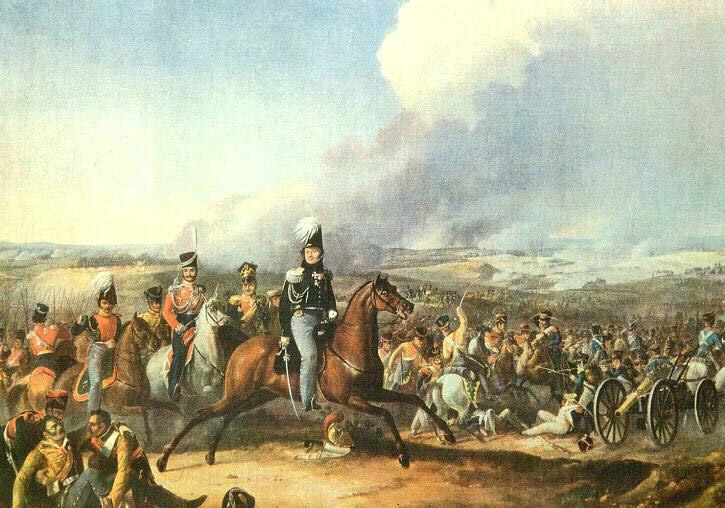
Атака 1-го резервного кавалерийского корпуса генерала Ф. П. Уварова при Бородино. Худ. А. О. Дезарно

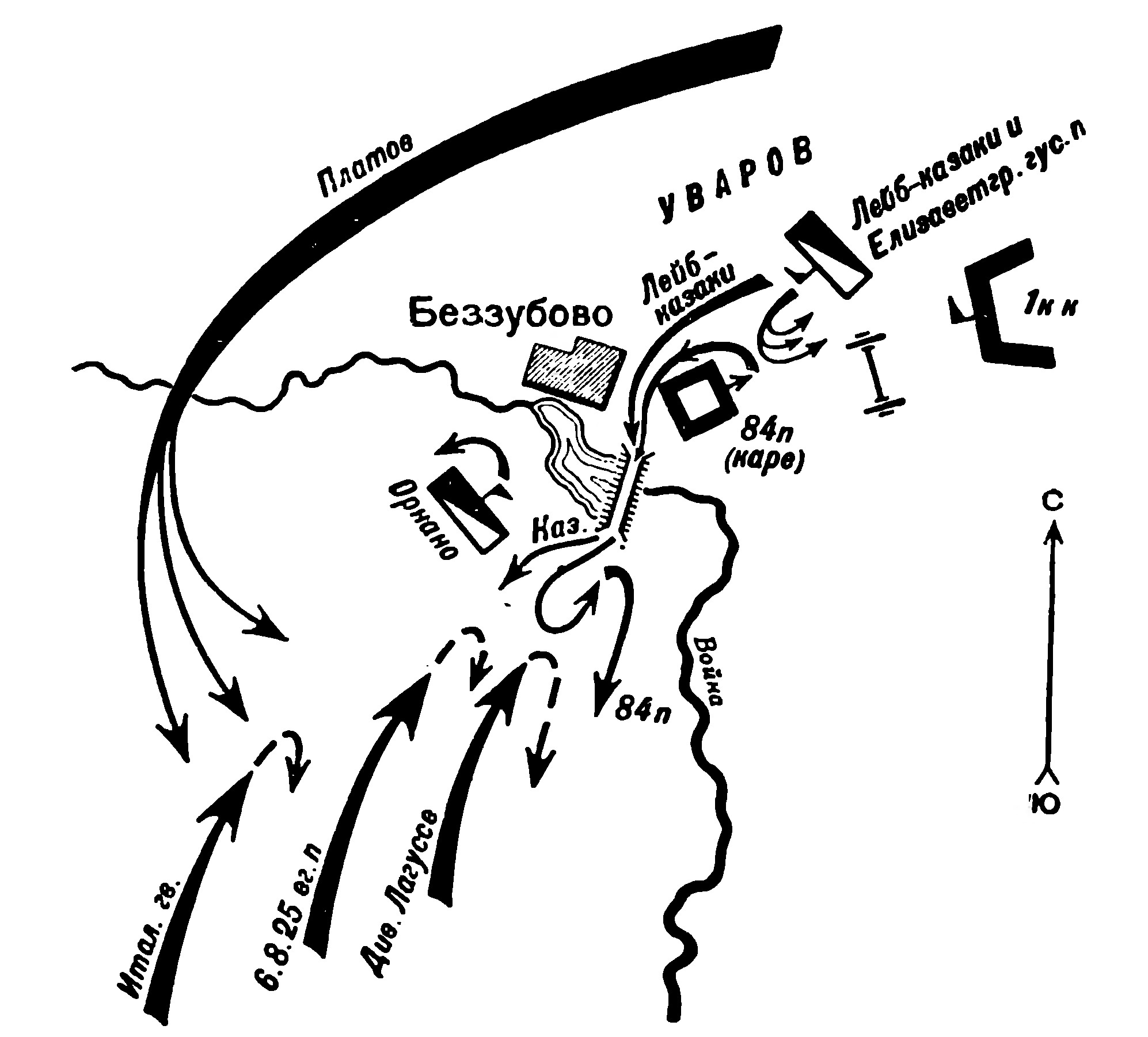
Атака кавалерии Уварова и Платова на левое крыло французской армии.

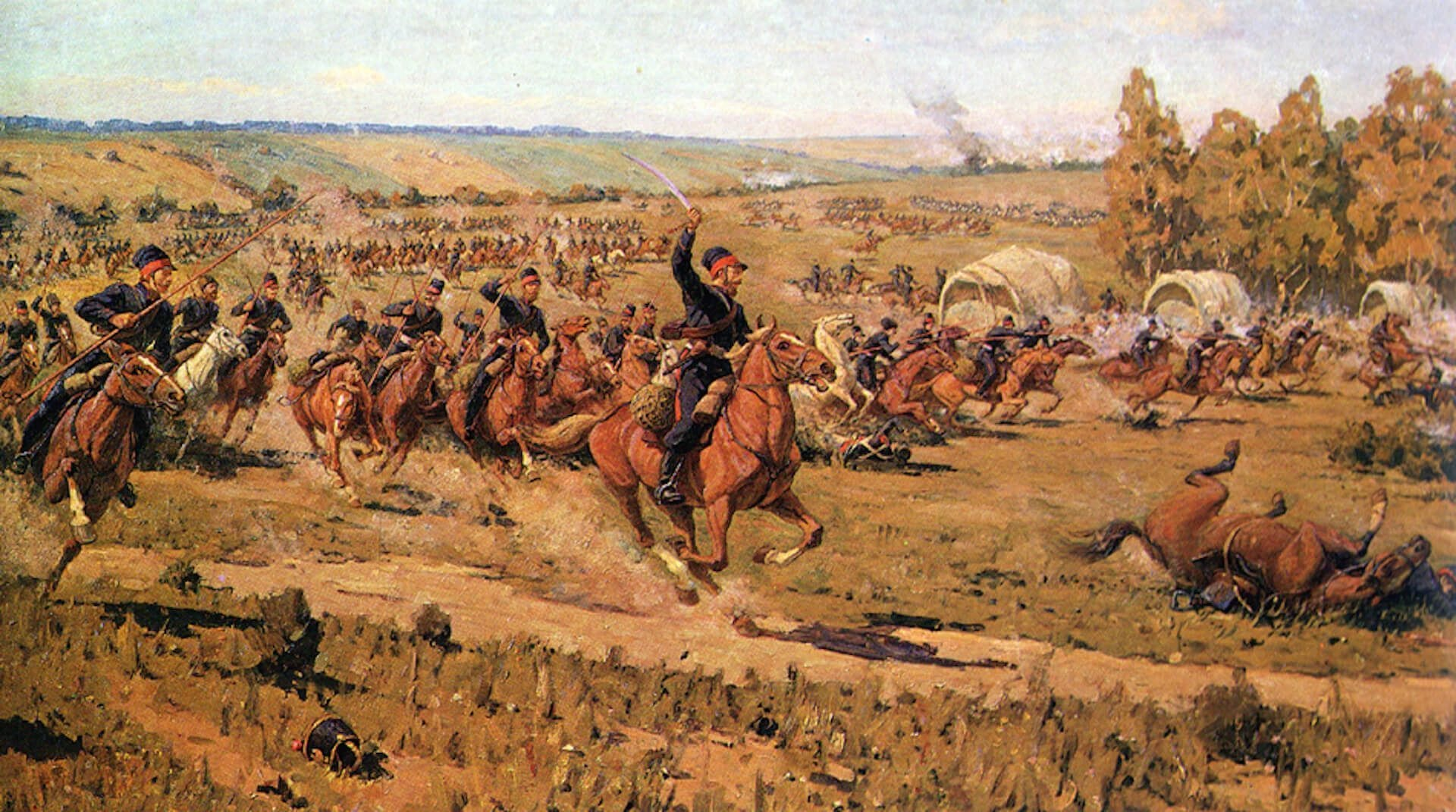
Рейд казаков Платова в тыл наполеоновской армии. Худ. С. М. Зелихман.

Действия отдельного казачьего корпуса генерала от кавалерии М. И. Платова, зашедшего в обход левого фланга в тыл Великой армии, изначально носили демонстрационный характер. Спешенные казаки, рассыпавшись по лесистой местности, создавали у французов представление о присутствии там русской пехоты, что создавало серьёзную угрозу их коммуникациям.
1-й резервный кавалерийский корпус генерал-лейтенанта Ф. П. Уварова совместно с частью казаков М. И. Платова атаковал левый фланг Великой армии. Он опрокинул французскую кавалерию, но был остановлен французской пехотой, а с прибытием к последней значительных подкреплений, контратакован и отброшен с французских позиций.

Несмотря на то, что этот рейд не имел того результата, которого от него ожидало русское командование, он в значительной степени повлиял на ход сражения и, возможно, на его исход, так как в критический для русской армии момент на два часа парализовал французские силы в эпицентре сражения, предоставив тем самым русским необходимую передышку и время перегруппироваться и подтянуть резервы на ослабленные участки.

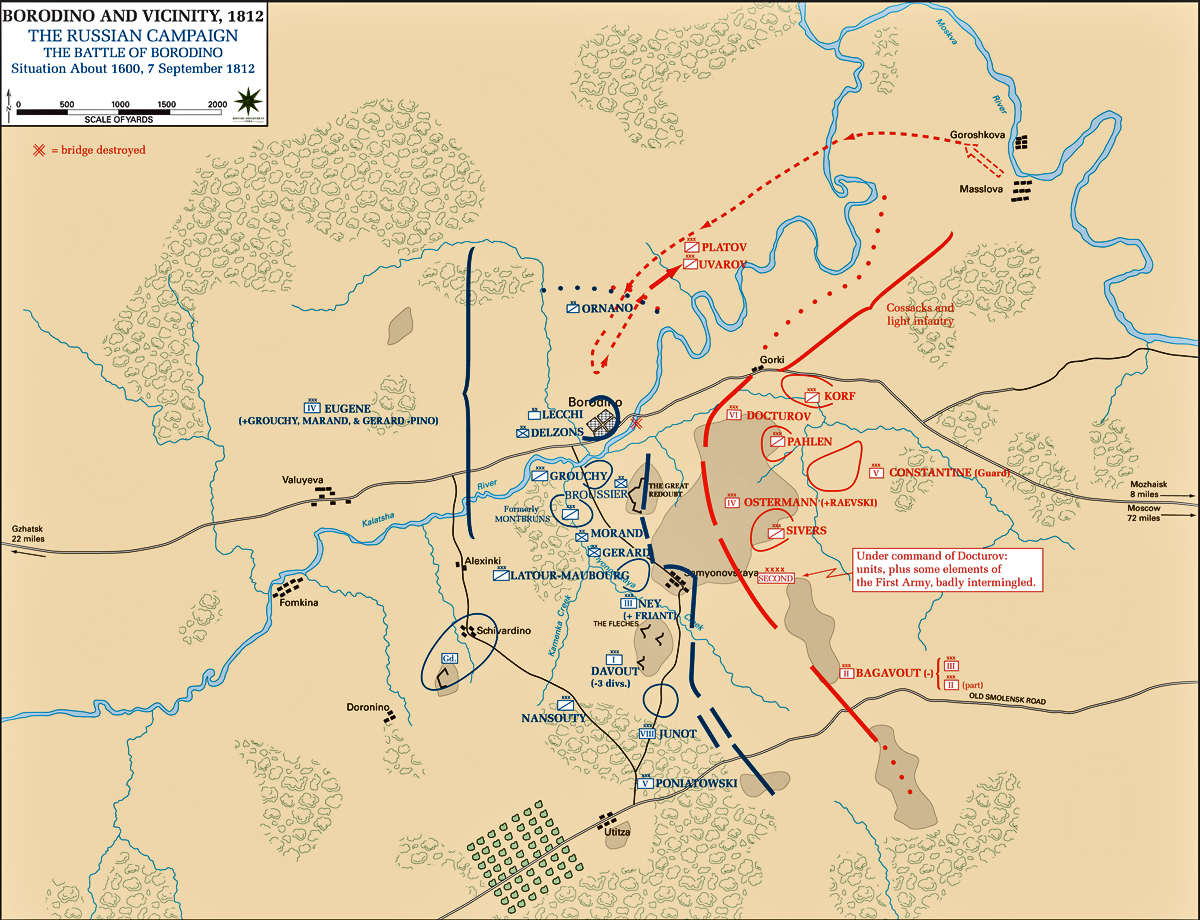
1600 часов. Изображён налёт кавалерии Уварова и Платова в тыл Наполеона.

О действиях 2-й конной роты Геринга в ходе этой атаки рапортовал сам начальник 1-го кавалерийского корпуса генерал-лейтенант Уваров главнокомандующему, князю Кутузову: «За сим обязанностью поставляю отдать справедливость всем начальникам полков и конно-артиллерийской роте подполк. Геринга, которая действовала во все время с большим успехом и подбивала орудия неприятельские.»
Подполковник Геринг, в своем рапорте от 13 сентября 1812 г., командиру первого кавалерийского корпуса генерал-адъютанту Ф. П. Уварову, доложил: «Об отличившихся во вверенный мне конной роте No. 2 обер-офицерах и нижних чинах в сражении, бывшим 26-го числа прошедшего августа месяца под Бородиным, где они, храбро и искусно действуя из орудий, несколько раз сбивали неприятельские батарей, и, расстраивая неоднократно покушающиеся наступить неприятельский колонны, заставляли оные отступать, как о заслуживающих справедливого внимания начальства на обороте у сего список честь имею представить в надежде что ваше превосходительство, быв сами свидетелем действию батарей, не оставите сделать представление для получения заслуживающим монаршего награждения. Подполковник Геринг». В прилагаемый список офицеров и нижних чинов второй конный роты первой резервной артиллерийской бригады, отличившихся в сражении 26 августа, включён «порутчик Ксенофонт Кравков».
Ксенофонт Алексеевич также был включён в список офицеров, награждённых фельдмаршалом М. И. Кутузовым за участие в Бородинском сражении.
Германия — Сражение при Бауцене
2-я конная рота (в том числе и поручик Ксенофонт Алексеевич Кравков) принимала участие в сражении 8 и 9 мая (20-21 мая) 1813 г., между Наполеоном и объединённой русско-прусской армией под командованием российского генерала Витгенштейна под Баутценом (40 км восточнее Дрездена).

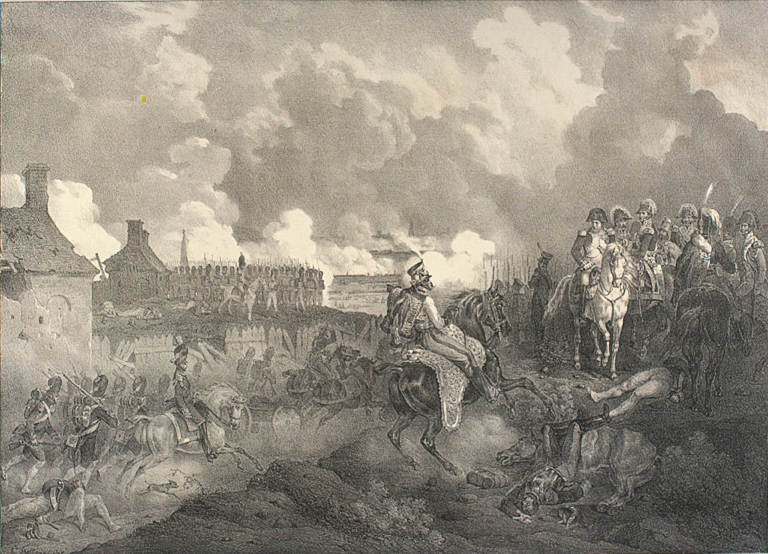
Наполеон наблюдает штурм Бауцена. Рисунок XIX в. по картине Белланже.

Второе сражение Наполеона в кампании 1813 года последовало на востоке Саксонии, через 3 недели после сражения при Лютцене на западе Саксонии с той же русско-прусской армией под командованием Витгенштейна. Закончилось сражение отступлением союзников в Силезию. Через две недели, 4 июня, Наполеон согласился на посредничество Австрии в переговорах и приказал «доверенным лицам» подписать перемирие (см. Плейсвицкое перемирие) которое продолжалось до 11 августа.
Исход сражения при Бауцене «стал большим разочарованием» для Наполеона. Он всего лишь «оттеснил противника вдоль линии отступления, потеряв 25 000 человек против 10 850 убитых и раненых» в рядах объединённой русско-прусской армии.
Впоследствии Наполеон вспоминал, что его соглашение на перемирие было «одним из худших решений в его жизни», так как дальнейшее наступление французов могло бы разделить русские и прусские силы и «отпугнуть» австрийцев от вступления в анти-французскую коалицию.

## Награды
|  | Золотая шпага «за храбрость»                    |
|  | Орден Святой Анны 3-го класса                   |
|  | Медаль «В память Отечественной войны 1812 года» |
|  | Медаль «За взятие Парижа 19 марта 1814 года»    |

## Конная артиллерия 1812 г

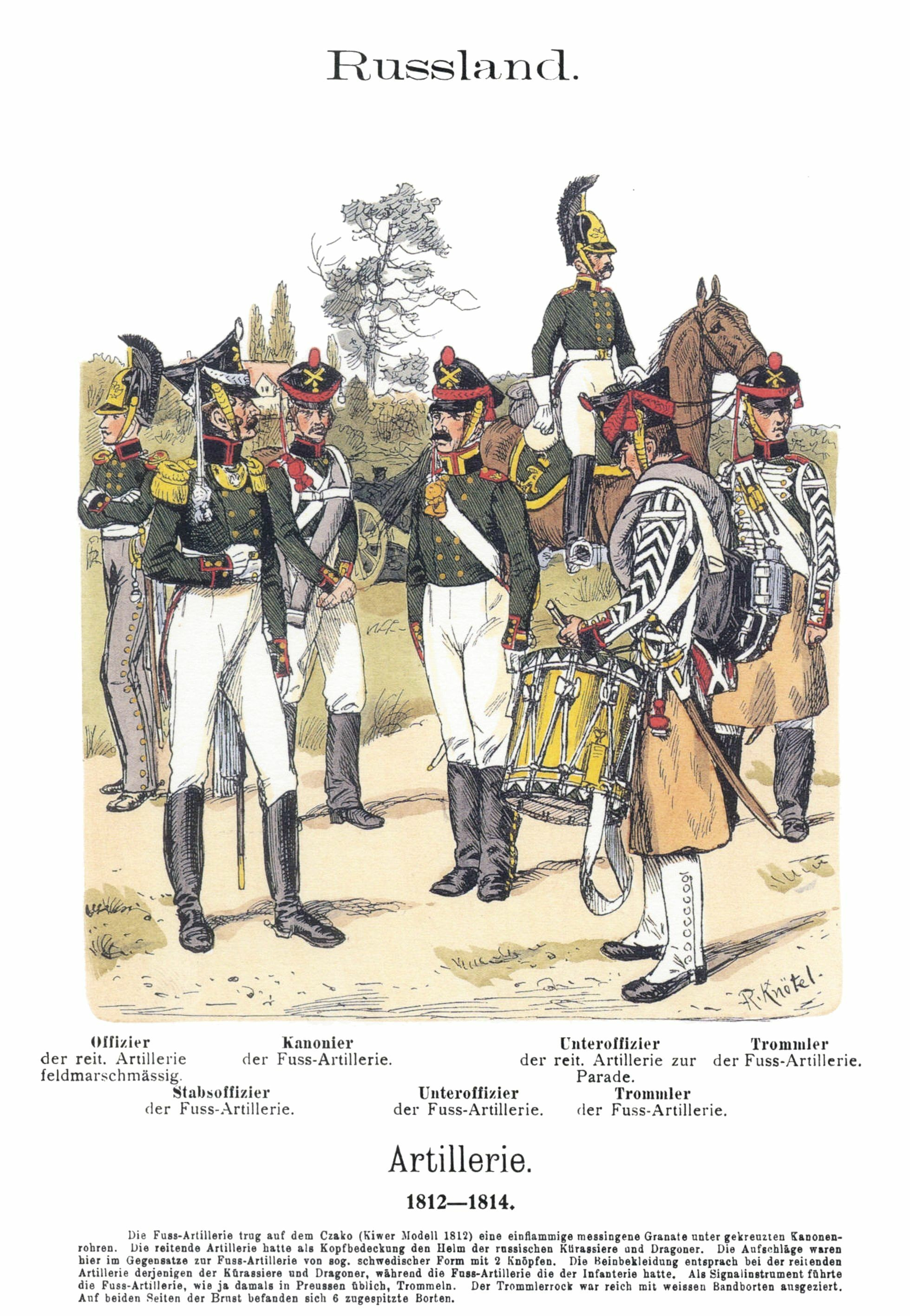
Униформа русской артиллерии 1812—1814 гг. С левого края изображён обер-офицер конной артиллерии (такую форму носил Кравков).

В 1812 году в русской армии состояло 22 роты конной артиллерии. В каждой роте было по 12 орудий: 6 шестифунтовых пушек и 6 — четвертьпудовых «единорогов» с прицельной дальностью стрельбы 800—900 метров.
В каждой роте имелся также состав из 1 штаб-офицера (полковник или подполковник, 5-6 обер-офицеров (подпоручики, поручики, штабс-капитаны), 24 унтер-офицера (фейерверкера), 72 бомбардира, и 134 канонира.
В конной No. 2 артиллерийской роте подполковника Геринга было 5 офицеров: он сам, штабс капитан Иван Цвиленев, поручик Ксенофонт Кравков, и подпоручики Егор Порошин и Иван Павлов. Они были награждены фельдмаршалом Кутузовым за подвиги во время Бородинского сражения, а именно за то, что «действуя с мужеством и храбростью, наносили великий урон неприятелю и сбили две его батареи».
О роли артиллерии в Отечественной войне лучше всего свидетельствует приказ отданный командующим артиллерией 1-й армии генерал-майором артиллерии А. И. Кутайсовым перед бородинским сражением, в котором писал: «Подтвердить от меня во всех ротах, чтобы они с позиций не снимались, пока неприятель не сядет верхом на пушки. Сказать командирам и всем гг. офицерам, что отважно держась на самом близком картечном выстреле, можно только достигнуть того, чтобы неприятелю не уступить ни шагу нашей позиции. Артиллерия должна жертвовать собою; пусть возьмут вас с орудиями, но последний картечный выстрел выпустить в упор, и батарея, которая таким образом будет взята, нанесет неприятелю вред, вполне искупающий потерю орудий».